# NHK NEWSLINE
『NHK NEWSLINE』（エヌエイチケイニューズライン、通称Newsline）は、日本放送協会（NHK）の国際放送・NHKワールドTVで、放送されている英語ニュース番組。NHKの子会社である日本国際放送と共同で制作し、放送している。

## 概要
1日19回（土・日・祝日24回）、毎正時に放送している英語ニュース番組である。日本・アジアの最新ニュースや経済情報、気象情報を中心に、外国人視聴者を対象に英語で放送している（時間は原則日本標準時（JST））。

### 歴史
1997年4月から10分間の英語ニュース『DAY LINE JAPAN』を1日3〜4回程度で放送開始。2000年度から『NEWSLINE』に改題。当初は1日3〜4回程度だったが、英語放送の拡充とともに段階的に1日の放送回数を増やす。
2007年4月にタイムテーブルの更新により、開始時刻を毎時45分に繰り上げて、15分間ニュースを平日の日中に8回放送。10月からは、平日の深夜早朝帯に10分間ニュースを4回、土日祝の夕方夜間帯に5〜10分間ニュースを3回、それぞれ放送を開始する。平日は再放送を含め放送回数を1日17回とし、時間帯によって気象情報を別番組で放送する。
2009年2月2日にNHKワールドTVが完全独自編成にリニューアル。これを機に『News Today 30 Minutes』などの英語ニュースを統合し、『NHK BSニュース』や総合テレビと同時放送のニュース番組をNHKワールド・プレミアムに完全移行する形で、日本語ニュースの同時・時差放送を全廃したため、毎正時からの放送に切り替わった。
2015年4月に、20時台（後に翌朝3時台の再放送が加わる）に、ワイドニュース枠『NEWSROOM TOKYO』が発足したのと、4時台（平日のみ）が廃止され、1日の放送は22回となり、さらに13・14時台（のち15・16時台）はアジアニュースに特化した30分枠の『NEWSLINE ASIA24』にリニューアルしたため20回、2023年度改編でさらに、『NEWSROOM TOKYO』の21時台の再放送が開始され19回となった。また、『NEWSROOM TOKYO』はストレートニュース主体の構成の27分の編成となったため、新たに20時台と3時台に『NEWSLINE IN DEPTH』の放送枠が増枠され、20時27分から放送するものが当日の初回放送となった。
2025年3月31日からこれまで平日本編終了後に放送されてきた『NEWSLINE IN DEPTH』及び『NEWSLINE BIZ』の放送枠を統合し、30分のワイド番組に拡充する予定。また、平日19時台は日本国内で放送されている『NHKニュース7』の同時放送を行うため、同枠は廃止となる予定。

## 放送時間
放送時間は午前8時を基準に平日（15分間）と週末（10分間）に切り変わる。月曜日の8・9時台は10分枠で、10時台以後から15分枠になる。
なお平日版は2013年2月から一時期、平日の15分放送を30分に拡大（週末は10分）していたが、のちに上述のとおり、平日は一部の時間帯を除き編成上『NEWSLINE』本編15-18分+下記のスピンオフ番組（12ｰ15分）に分割する構成になった。但し、国民の祝日にあたる日および、毎年4-5月の大型連休と、8月のお盆休みの2週間、並びに年末年始の2週間の特別編成期間中は、平日の一部の時間帯を除く放送で通常15分のところを週末と同様10分間に短縮されるほかは基本的に変更はない（祝日でも重大なニュースがある場合は15分間となる場合がある）。
平日版は本編終了後、時間帯によってスピンオフ番組である「NEWSLINE IN DEPTH」（レポート・ニュース解説）、「DIRECT TALK」（日本を代表する文化人、経営者など有識者へのインタビュー）（以上は15分枠）、「NEWSLINE BIZ」（経済ニュース。12分枠であるためこの場合は本編の枠が18分（=8分枠である17時台は除く）になる）の中からそれぞれ1本を選んで放送を行っている（JST8・15・16時台は除く）。
日本時間平日15・16時台は30分枠「NEWSLINE ASIA24」と題したアジアのニュースに特化した番組、平日20・21時台と深夜（翌日未明）3時台（後者2枠再放映）は27分枠のニュースワイド『NEWSROOM TOKYO』（21時台を除き左記番組終了後に派生番組・「NEWSLINE IN DEPTH」「DIRECT TALK」を連続して放送）をそれぞれ放送している。
また月曜日から金曜日深夜（火曜日から土曜日未明）4時台は30分（2本）から60分の番組をそれぞれ編成するため、本番組の放送を休止している。
また、2021年5月以降、日本時間火曜日から土曜日5時台から9時台（土曜日は10時台まで）の時間帯はアメリカ・ニューヨークのスタジオから放送している（ただし、やむを得ない緊急事態を要する場合の速報、並びにアメリカの祝日に当たる日は東京から放送する場合もある）。放送枠の見直しに伴い、2024年10月以降は火曜日から金曜日の10時台についてもニューヨークからの製作に切り替えた。
逆に、本番組が休止となるケースは、毎年8月に放送される「広島平和記念式典」、「長崎原爆犠牲者慰霊平和祈念式典」や、毎年12月31日JST23:45-1月1日JST0:15の間に放送される「ゆく年くる年」の英語通訳版が組まれる程度で、休止することはほとんどない
また、緊急ニュースが入ったり、国内外の重要な行事がある場合は"NHK NEWSLINE Special Edition"と題して、放送時間を拡大したり、開始時間を前倒ししたりすることもある
その他、日本国内で大規模な地震や災害、国外に発信すべき重大事件等が発生した場合は、国内のNHK総合テレビの画面と音声をそのまま流し、英語字幕や英語による同時通訳を乗せた上で放送している（英語同時通訳の音声は国内にいる外国人のために、NHK総合テレビの副音声でも流される事がある）。
エンディングは、スタジオ内映像またはNHK放送センター屋上カメラの映像を流している（例外あり）。当初は独自のCG映像も流していた。またオープニングのタイトルCGは、「NEWSROOM TOKYO」「DIRECT TALK」以外は共通デザインであるが、テーマカラーがあり、本編は赤、「IN DEPTH」は青、「ASIA24」は黄金色、「BIZ」は緑色が使用され、またテーマ音楽は管弦楽のものを使用しているが、「IN DEPTH」ではスローテンポ、「BIZ」ではアップテンポのテクノミュージックにアレンジをしたものが放送されている。
15分ニュース番組の基本タイムテーブル（18分バージョンもほぼこれに準じる）
- 00分：ニュース
- 12分：気象情報（気象予報士による解説入りの時間帯もある）
- 14分：エンディング

10分ニュース番組の基本タイムテーブル
- 00分：ニュース
- 07分：気象情報（気象キャスターの出演はなく、立体CG映像のみ。15分間の放送でも同様）
- 09分：エンディング

### NHK NEWSLINE Special Editionが組まれた例
2009年4月4日(土曜日)放送の北朝鮮の飛翔体発射関連のニュース（日本政府から発表されたものでこの日の時点は誤報だったが、翌5日に飛翔体発射が日本政府の発表で確認された）で初めて適用された。
2010年6月4日のJST14時放送分では内閣総理大臣指名選挙の特設ニュースがあったため通常より20分拡大し50分間の放送となった。
2011年3月11日に発生した東日本大震災では通常番組を全面休止して本番組の放送時間枠を大幅に拡大した（一部本番組のリピート放送や国内向け放送のニュース・情報番組の英語放送化対応も挟む）。
2011年12月19日の「北朝鮮 キム・ジョンイル総書記死去」が入った際にはJST12時台から数時間、毎正時に加えて30分からも本番組の放送を行った。
2022年9月27日の「故安倍晋三元首相の国葬」に関してはJST13時40分から2時間に渡り特別番組が放送された。
2023年2月24日、ロシアによるウクライナ侵攻から1年になるのに際し、JST15時から30分間特別番組が放送された。

### 日本国内向けの放送
過去にNHK教育テレビジョンデジタルサブチャンネルや、BS1で放送していたことがあったが、現在はNHKの国内向け地上波・衛星放送（BS）では「NEWS LINE」は放送していない。2011年から一部のケーブルテレビ局、2013年からはひかりTVで視聴可能。また、NHKワールドTVのホームページからインターネットのライブストリーミング、配信で視聴することが可能。

## 出演者

### アンカー
（2024年現在）
NHKでは、2020年3月30日から日本人は英語放送でも名前はファーストネームからでは無く苗字から放送する方針に変更している。（一部キャスターに例外あり）
2023年7月以降、NHKアナウンサー以外の担当時間固定が崩れつつあり、NEWSLINE BIZ担当アンカーも通常のNEWSLINE、NEWSLINE ASIA24を担当する事が増えた。
隔週平日10-14時台
- Yamaguchi Hiroaki 山口寛明 - NHK 国際放送局 World News部（放送センターアナウンス室兼任）
- Yoshikawa Ryuichi 芳川隆一 - NHK 国際放送局 World News部

平日17・18時台（担当サイクルは不定）
- Morishita Erika 森下絵理香 - NHK 国際放送局 World News部（放送センターアナウンス室兼任）
- Takao Minori 高雄美紀 - NHK 国際放送局 World News部。元アメリカ総局・ニューヨークキャスター。2024年7月より井上との交換の形で東京キャスターに赴任
- Yamamoto Miki 山本美希 - NHK 国際放送局 World News部

隔週平日19-翌2時台
- Raja Pradhan ラジャ・プラダン
- Yoshi Ogasawara 小笠原吉信

土・日曜
- Keiko Kitagawa 北川恵子（主として日中）
- Kanako Sachno 果奈子・サックノー（主として深夜～翌日早朝）
- Ross Mihara ロス・三原（同上）
大相撲中継期間中は英語実況、およびNHKニュース7の副音声・同時通訳も務めている。

※夕方の時間帯は担当者不定だが、下記のローテーション不定のキャスター、ないしは当該週の「NEWSLINE BIZ」担当キャスターが当たる場合もある。また、特別編成により『NEWSLINE BIZ』『NEWSROOM TOKYO』の放送がない時に、その休止番組のキャスターが代替補填で出演する場合もある。
担当ローテーション不定
- James Tengan ジェームス・天願
- Yoko Nishimura 西村陽子
- Koga Hajime 古賀一 - NHK 国際放送局 World News部。（2022年12月より不定期で昼間帯に出演している[17]。）
- Ebara Keiichiro 江原啓一郎 - NHK 国際放送局 World News部（放送センターアナウンス室兼任）（2022年12月より不定期で昼間帯に出演している[18]。）
- Hori Sayuri 保里小百合 - NHK 国際放送局 World News部（放送センターアナウンス室兼任）（2024年8月より不定期で昼間帯に出演している[19]。）
- Tashiro Kyoko 田代杏子 - 大阪放送局 （異動後も、不定期で出演している[20]。）
- Ramin Mellegard ラミン・メレガード
- Gene Otani ジーン・大谷

ニューヨークアンカー（NHKアメリカ総局）　隔週平日翌5-9時台（土曜日は10時台も）
- Inoue Yuki 井上裕貴 - NHKアメリカ総局[21]
- Kawasaki Rika 川﨑理加 - NHKアメリカ総局。2024年8月まで国際放送局と放送センターアナウンス室兼務。同9月よりアメリカ総局に赴任し、井上と同じ週の曜日ローテーション出演に
- Catherine Kobayashi キャサリン小林 - かつては東京発の平日8時台～11時台も担当していたが、契約満了により、2017年9月1日をもって降板。長年平日午前中（日本時間）のメインアンカーを担当していたため、視聴者への挨拶並びにClosingが設けられた。その後アメリカ総局に赴任し、ニューヨークキャスターとして復帰

### ビジネス
・通常はメインアンカーが対応するが、重要な経済ニュースがある場合にNEWSLINE BIZ 担当者が出演する事がある。
- Ramin Mellegard ラミン・メレガード
- Gene Otani ジーン・大谷

また、以下の人物は東京証券取引所からの生中継がある場合にレポーターとして出演する（不定期）
- Marie Yanaka 谷中麻里衣 - タレント・フリージャーナリスト
- Phoebe Amoroso フィビィ・アモロソ
- John H. LaDue, Jr ジョン ラデュー -  経済企画リポーター、ディレクター

### 気象情報
- Yoko Komagata 駒形陽子 - 気象予報士
- Tsietsi Monare ツェツィ モナーレ - 気象学者
- Jonathan Oh ジョナサン・呉 - 気象学者
- Hirano Yuumi 平野有海 - 気象予報士（元ニュース シブ5時、NHKニュース7気象キャスター・元テレビ静岡アナウンサー。）
- Sayaka Mori 森さやか - 気象予報士

### 政治
・通常はメインアンカーが対応する。国内外の重要案件発生時にNHK政治部や国際部の英語堪能な記者が出演する。

### スポーツ
・近年の映像使用料高騰により、日本人選手の活躍等の報道に限られ、スポーツ担当キャスターも廃止された。

### 過去のアンカー並びに特集と気象予報リポーター
- Mike De Jong
- Michio Kijima 貴島通夫

日替わりでラジオ国際放送の英語ニュースも担当、近年では特集の吹き替えを稀に担当している。
- Michelle Yamamoto 山本ミッシェールのぞみ

元々はNHKの報道記者もしていた。ラジオ国際放送で英語ニュースを経てNewslineへ。並行して元BS11デジタル契約アナウンサー、朝日ニュースターでアシスタントを務める。NHK退職後もフリージャーナリストの立場で、NHKワールドの番組に出演している
- Yoko Ogasawara 小笠原陽子

平日は日替わりでラジオ国際放送の英語ニュースも担当
- Hideshi Hara 原英司

日曜日 翌2時台～翌7時台を不定期で担当していたが異動により降板。稀に特集での吹き替えで登壇している。
近年ではお盆や年末年始など通常アンカーの代役で出演することがある。
- Rachel Ferguson レイチェル・ファーガソン
- Ines Matsuyama イネス・松山
- Murray Johnson

大相撲中継期間中は英語実況も担当
- Miwa Gardner 美和・ガードナー - NEWSLINEで気象予報を担当。現在はYour Japanese Kitchen!でアシスタントを担当。2014年3月末時点。
- Sumiko Zushi 図師純子 - NEWSLINEで気象予報を担当。
- Eileen Lee アイリーン・リー - 平日9時台、12時台、15時台に東京証券取引所より中継担当、2014年3月末をもって降板。
- Mayu Yoshida 吉田まゆ　- 平日9時台、12時台、15時台に東京証券取引所より中継担当、ロイターへ移籍。
- Anna Dirksen -　アンナ・ディルクセン 日曜日 翌2時台～翌7時台 （不定期）をわずか1回登壇のみで降板。
- Shery Ahn シェリー・アン - 平日16時～19時台

韓国・ソウル出身。2012年3月まではASIA BIZ FORECASTのキャスターも担当。東日本大震災発生により臨時的にニコニコ動画のニコニコ生放送でも番組が放送されたが、美人・かわいいなど好意的コメントが多数書き込まれ注目される。2014年8月をもって降板。ブルームバーグへ移籍。
- Yuko Aotani 青谷優子 -  NHK 国際放送局ニュース制作部 平日12時台～15時台。 NHK退職に伴い、2014年12月末をもって降板。
- Ron Madison ロン・マディソン - 平日15時台～20時台（登壇時間帯は不定期）。2015年3月27日をもって降板 長年従事していたため最終週は各アンカーと  Closingが設けられ、また視聴者に向けて挨拶も行われた。
- Ai Uchida 内田愛 - 平日9時台～12時台（登壇時間帯は不定期）。契約満了により、2017年3月31日をもって降板。長年午前中（日本時間）のビジネスアワーを担当していたため、視聴者への挨拶、ならびにアンカー（Catherine KobayashiとMiki Yamamoto）とのClosingが設けられた。

- Robert Speta ロバート・スペタ - 気象予報士
- Saki Ochi 越智さき - 気象予報士。株式会社ウイングに所属
- Giang Nguyen ギアン・グエン - 平日15時台に東京証券取引所より中継、21時－翌1時台は録画出演（不定期）。
- Carley Gomez カーリー・ゴメス - 気象予報士　2019年1月25日をもって降板。視聴者への挨拶のため、Minori TakaoとのClosingが設けられた。
- Asumi Ukon 右近明日美 国際放送局英語アナウンサー 2002年から2005年12月まで担当
- Hiro Morita 森田博士 国際放送局英語アナウンサー 相撲コーナーとともにメインのアンカーを2022年まで担当
- Hirokazu Sakamaki 坂巻博和 国際放送局英語アナウンサー 2008年まで担当
- Hisashi Okawa 大川久 国際放送局英語アナウンサー（チーフプロデューサー） 2005年まで担当
- Kazuko Kitano 北野加寿子 国際放送局英語アナウンサー 2003年から2007年まで担当
- Keikichi Hanada 花田恵吉 国際放送局英語アナウンサー 2000年から2019年まで担当
- Tashiro Kyoko 田代杏子 国際放送局英語アナウンサー 2017年から2023年まで担当
- Mai Shoji 東海林舞 - 気象予報士

上記以外にも、NHKワールドに携わったキャスターも記者として参加している。貴島道夫など。

## NHK NEWSLINE 派生関連番組
下記の番組は、「NEWSLINE」のタイトルが付いていないものも含め、「NHK」の冠は入れていない。
- NEWSROOM TOKYO（2015年3月30日開始）
  - 平日日本時間20時-20時27分（再放映：当日同21時-21時30分、翌日同3時-3時27分=重要な事件等があったときは部分差し替えあり）。祝日、大型連休、お盆休み、年末年始は休止
※21時台の再放映は2023年4月3日開始。2023年3月31日までは20時、翌日3時からの各40分だった。
    - Takuma Yoshioka 吉岡拓馬（NHK国際局記者、元香港支局長、京都放送局、名古屋放送局） - 2020年8月24日 -
    - Aki Shibuya 渋谷亜希 - 女優。NHKワールドTVでは『TOKYO FASHION EXPRESS』のMCを2011年9月-2015年3月まで担当

上掲2氏は原則隔週出演のダブルキャスト。（2020年4月の新型コロナウィルス特別体制までは渋谷と記者が揃って出演していた）
    - Yuko Fukushima 福島優子 - 下記『ASIA BIZ FORECAST』の終了に伴い、同番組の経済キャスターに就任

- NEWSLINE IN DEPTH
  - 平日の日本時間20時27分-20時40分を初回として、当日22時、23時と翌日0時、2時、9時、11時、12時、13時のそれぞれ毎時15分-30分（9・11・12・13時台放送分のうち、金曜日に初回放送されたものは翌週月曜に放送。月曜の9時台のみ9時10分-9時25分）[22]、及び翌日3時27分-3時40分

※20時台と3時台は、2023年4月から「NEWSROOM TOKYO」が27分に短縮されたことに伴って新設されたもの。（左記番組の特集コーナーを事実上統合）この2枠以外は15分枠がとられているが、実勢はステーションブレーク2分があるため13分。また2024年7月頃から22時台の枠をBIZから変更して、再放送が追加された。
※年末年始を除く祝日や特別編成時にも放送される場合があり、その場合本来「NEWSLINE BIZ」・「NEWSROOM TOKYO」を放送すべき一部の時間帯に放送したり、本来の放送枠での放送を休止する場合もある。（2023年度以後は祝日編成が実施された場合、19:15-19:30の放送を初回とした日もある）
  - 最新の注目ニュース解説や、日本各地のふるさとの話題、その時々の注目の人物へのインタビュー、大相撲の本場所後にはその振り返りなどを、取材に当たった記者・解説委員、専門家らのレポートを交えて取り上げる。収録は「NEWSROOM TOKYO」のスタジオで行っている。週数本は、「NEWSROOM TOKYO」や「-BIZ」で取り上げたトピックスを再編集したものや、過去放送からのアンコール放送がある。
    - Aiko Douden 道傳愛子（解説委員室兼任）
    - Aki Shibuya 渋谷亜希
    - Marie Yanaka 谷中麻里衣

概ねこの3人が放送する回ごとに交代でキャスターを担当するが、まれに他のキャスター（主に女性キャスター）が担当することがある。なお渋谷はこの番組と「NEWSROOM TOKYO」を兼任しているため、2022年度まで週によっては双方の番組を担当する日もあったが、2023年度から初回放送が「NEWSROOM TOKYO」の直後の20時27分からになったため、渋谷は「NEWSROOM TOKYO」の担当がない週を中心に、逆に渋谷が「NEWSROOM TOKYO」を担当する週は谷中を中心に、随時（週1-2日程度）道傳が担当するようにシフトの配慮がなされている。
なお谷中は2023年8月を以て産休に入ったため、9月以降谷中担当相当の週は、John H. LaDue, Jr（ジョーン・ラリュー　主に週前半）、Yamaguchi Hiroaki （山口寛明）などの他の定時ニュース担当アンカー（主に週後半）が交代でピンチヒッターを務めており、谷中が出産から復帰した2023年11月以後も育児との並列の関係で、ピンチヒッターを務めたキャスターも継続して出演している。
  - 2025年度改編からは『NHK NEWSLINE』の放送枠を30分に拡充することから、同年3月28日で終了する予定[3][4]。

- DIRECT TALK
  - 平日の日本時間10時15分-10時30分を初回として、14時、18時、翌日1時のそれぞれ15分-30分、並びに20時と翌日3時のそれぞれ40分-55分（年末年始以外の祝日と特別編成時にも放送）
  - インタビュー番組。日本の企業家や著名人など、社会的に影響ある人物を毎回取り上げ、その人となりを取材する。

- NEWSLINE ASIA 24
  - 平日の日本時間15時-15時30分と16時-16時30分の各30分間生放送する。[7][8]（祝日、特別編成時は休止）
  - 東南アジアを中心に政治、経済、慣習などアジア全体のトピックスを扱う。
    - Yamamoto Miki 山本美希
    - Tashiro Kyoko 田代杏子
    - Kawasaki Rika 川﨑理加
    - Morishita Erika 森下絵理香

概ね、放送センターアナウンサーを経験したことがある上記の女性キャスター4人がローテーションを組んで交代で出演（まれに男性を含め他のキャスターが入る場合もあるが、2023年4月以後はローテーション不定、もしくは定時担当外のキャスターが参加することが増えている）。
  - 経済ニュース[23]
    - Ramin Mellegard ラミン・メレガード（隔週）
    - Gene Otani ジーン・大谷（同上）

- NEWSLINE BIZ
  - 平日の17時15分-17時23分を初回として、19時、翌日5時、6時、7時のそれぞれ18-30分（祝日、特別編成時は休止）。17時台は主に日本の市場の終値が出るための速報版という位置づけもあり他の時間より4分短い。
    - 2023年3月31日までは21時台の放送もあったが、NEWSROOM TOKYOの再放送の新設に伴い廃止された。また、2024年度は6月頃まで22時台も放送されたが、INDEPTHに変更された。

  - 世界のマーケット（株式市場）の最新市況と経済関連のニュース・解説番組。
    - Ramin Mellegard ラミン・メレガード
    - Gene Otani ジーン・大谷

上記2名が隔週入れ替えで担当。
  - 「Biz Pic」（2023年4月新設。基本金曜日放送）
    - Marie Yanaka 谷中麻里衣
    - John H. LaDue, Jr ジョーン・ラリュー

※上掲のジャーナリストが週交代[24]で1週間の経済動向と、次週の経済関連の展望についての解説を行う。
  - 2025年度改編からは『NHK NEWSLINE』の放送枠を30分に拡充することから、同年3月28日で終了する予定[3][4]。

- BIZ STREAM
  - 土曜日日本時間23時10分-23時40分、日曜日6時10分-6時40分、同11時10分-11時40分、同17時10分-17時40分（この時間帯のみ大相撲本場所期間中休止）、翌週水曜日4時-4時30分（随時（主に月末）「RISINGセレクション」も放送する週があり、その日は休止）
  - 1週間の経済動向の振り返りや、経済のトピックスを放送するもの
  - お盆休みと年末年始には、平日のNEWSLINE本編後に、特集コーナー「Onsite Report」の傑作選（スタジオのコメンタリーだけは新撮）を15分枠で放送している時間帯がある。
    - Shaula Vogue シャウラ
    - Yuko Fukushima 福島優子（シャウラの産休に伴い2023年9月から11月に代役として）
    - Raja Pradhan ラジャ・プラダン

その他経済専門家を週替りコメンテーターとして迎える。

### 終了したNHK NEWSLINE 派生関連番組
- ASIA BIZ FORECAST （2015年3月21日終了）
  - Yuko Fukushima 福島優子 -バイリンガルキャスターとして有名。2012年4月から担当。NHK NEWSLINEの平日アンカーも務めていた。

不定期ではあるがNEWSLINE Business Hourに出演することもある。
- Asia This Week （2015年1月31日終了）
  - Minori Takao 高雄美紀 - 2002年よりNHK 国際放送局ニュース制作部、NHK NEWSLINEは総選挙などのSpecial Coverageのみ出演。

上記2番組共に2014年4月から番組改編に伴い放送回数が短縮され6回（4時間間隔）から4回（6時間間隔）放送（再放送を含めた）へと変更された。またNEWSLINEと相互に内容を共有して紹介される場合もある。
- EYE on ASIA（アジアの視点）

・「ASIAN VOICES」の系譜を継ぐセグメント。東南アジアを中心に政治、経済、慣習などアジア全体のトピックスを扱う。